# Dagsmark
Dagsmark är en ort i Kristinestads stad (kommun) i landskapet Österbotten i Finland. Dagsmark utgjorde en tätort fram till tätortsavgränsningen 2016.
Vid tätortsavgränsningen den 31 december 2015 hade Dagsmark 200 invånare och omfattade en landareal av 1,71 kvadratkilometer. Året därefter hade området färre än 200 invånare och Dagsmark klassificerades inte längre som tätort.
Namnet tros bestå av genitivformen på det relativt sällsynta förnamnet Dagher och ordet mark som står för utskog, utmark.